# Unità sindacale Falcri Silcea
L'Unità sindacale Falcri Silcea Sinfub , conosciuto anche come Unisin, è un sindacato Italiano del settore bancario nato il 27 gennaio 2011 dalla fusione di Falcri Silcea e Sinfub organizzazioni sindacali autonome nel settore del credito.

## Da Falcri a Unità sindacale Falcri Silcea Sinfub
La Federazione Autonoma Lavoratori del Credito e del Risparmio Italiani (FALCRI), sindacato autonomo dei bancari, nasce nel 1952 nelle Casse di Risparmio come Federazione di Associazioni Aziendali autonome, con lo scopo di organizzare e rappresentare i lavoratori. Sin dalla sua nascita si è caratterizzata per l'essere una Organizzazione Sindacale apartitica e autonoma.
FALCRI nel 1953 sottoscrive il suo primo CCNL ACRI. Nel 1983 allarga la propria azione all'intero settore del credito uscendo dall'ambito delle casse di risparmio, rappresentando anche i lavoratori delle Aziende di credito (Assicredito).

La FALCRI organizzava e rappresentava anche i lavoratori della riscossione tributi.

Il 27 gennaio 2011 costituì, unitamente al Silcea, Unità sindacale Falcri/Silcea (UNISIN).
Oggi UNISIN è uno dei cinque sindacati del settore bancario ed è, con essi, firmataria del Contratto Collettivo Nazionale di Lavoro sottoscritto con l'Associazione bancaria italiana (ABI).

Aderisce alla Confederazione generale dei sindacati autonomi dei lavoratori (CONFSAL). Nel Giugno 2017 anche il Sinfub ha deliberato l'ingresso in UNITA' SINDACALE.

## Organizzazione
L'organizzazione della struttura e l'iniziativa operativa di FALCRI è ispirata da principi di democrazia, pluralismo e indipendenza.

## Associazioni aziendali
Unisin è presente nei principali gruppi bancari e banche del paese.
- Unisin - Mps
- Unisin - Intesa Sanpaolo
- Unisin - Gruppo Banco Popolare - www.unisinbancopopolare.it
- Unisin - Gruppo Unicredit, su falcriunicredit.it. URL consultato il 5 giugno 2013 (archiviato dall'url originale il 27 maggio 2013).
- Unisin - Ubi Banca, su falcriubi.it.
- Unisin - BNL, su unisinbnl.it.
- Unisin - Carispezia, su falcricarispezia.it.
- Unisin - Gruppo BPER
- Unisin - Volksbank : Banca popolare dell'Alto Adige.